# سیارک ۱۱۶۶۶
سیارک ۱۱۶۶۶ (به انگلیسی: 11666 Bracker، نامگذاری:1997MD8) یازده هزار و ششصد و شصت و ششمین سیارک کشف شده‌است که در ۲۹ ژوئن ۱۹۹۷ کشف شد.
قدر مطلق سیارک برابر ۱۹٫۵ است.